# Distretto di Puchavičy
Il distretto di Puchavičy (in bielorusso Пухавіцкі раён?) è un distretto (raën) della Bielorussia appartenente alla regione di Minsk.